# Ronnie Price
Ronald D'Wayne "Ronnie" Price (nacido el 21 de junio de 1983 en Friendswood, Texas) es un jugador de baloncesto estadounidense que pertenece a la plantilla de los Phoenix Suns. Con 1,88 metros de estatura, juega en la posición de base.

## Trayectoria deportiva
Price asistió a la Universidad Estatal de Nicholls y Utah Valley University. Después de no haber sido elegido en el Draft de la NBA de 2005, firmó un contrato con los Sacramento Kings en agosto de 2005.
En julio de 2007, firmó con los Utah Jazz.
En diciembre de 2011, firmó un acuerdo por un año con los Phoenix Suns.
En julio de 2012, firmó un contrato con los Portland Trail Blazers.
El 25 de julio de 2013, Price firmó con los Orlando Magic. El 2 de julio de 2014, fue descartado por los Magic.
El 24 de septiembre de 2014, firmó un contrato con Los Angeles Lakers. Debido a la ausencia de Steve Nash tendrá más minutos en la temporada 2014/15. Fue traspasado a Phoenix Suns.
El 11 de agosto de 2016, firma un contrato por dos temporadas y cinco millones de dólares con los Oklahoma City Thunder. Pero fue despedido el 24 de octubre.

## Estadísticas

### Temporada regular
| Año     | Equipo     | PJ  | PT | MPP  | %TC  | %3P  | %TL   | RPP | APP | ROB | TPP | PPP |
| ------- | ---------- | --- | -- | ---- | ---- | ---- | ----- | --- | --- | --- | --- | --- |
| 2005-06 | Sacramento | 29  | 0  | 5.2  | .362 | .222 | 1.000 | .5  | .4  | .2  | .0  | 2.1 |
| 2006-07 | Sacramento | 58  | 1  | 9.7  | .390 | .323 | .673  | 1.2 | .8  | .5  | .1  | 3.3 |
| 2007-08 | Utah       | 61  | 3  | 9.6  | .431 | .347 | .684  | .8  | 1.3 | .5  | .1  | 3.7 |
| 2008-09 | Utah       | 52  | 17 | 14.2 | .379 | .311 | .756  | 1.3 | 2.1 | .8  | .1  | 4.0 |
| 2009-10 | Utah       | 60  | 4  | 13.4 | .405 | .286 | .695  | 1.2 | 2.0 | .7  | .2  | 4.3 |
| 2010-11 | Utah       | 59  | 0  | 12.2 | .352 | .290 | .744  | 1.0 | .9  | .7  | .1  | 3.3 |
| 2011-12 | Phoenix    | 36  | 8  | 14.4 | .377 | .295 | .800  | 1.6 | 1.9 | .9  | .1  | 3.6 |
| 2012-13 | Portland   | 39  | 0  | 13.1 | .325 | .256 | .708  | 1.1 | 1.9 | .7  | .1  | 2.7 |
| 2013-14 | Orlando    | 31  | 2  | 12.2 | .304 | .209 | .692  | 1.4 | 2.1 | .8  | .1  | 2.4 |
| 2014-15 | LA Lakers  | 43  | 20 | 22.8 | .345 | .284 | .800  | 1.6 | 3.8 | 1.6 | .1  | 5.1 |
| 2015-16 | Phoenix    | 62  | 18 | 19.5 | .384 | .347 | .756  | 1.6 | 2.4 | 1.2 | .1  | 5.3 |
| Total   |            | 530 | 73 | 13.5 | .375 | .305 | .737  | 1.2 | 1.8 | .8  | .1  | 3.8 |

### Playoffs
| Año   | Equipo     | PJ | PT | MPP | %TC  | %3P  | %TL   | RPP | APP | ROB | TPP | PPP |
| ----- | ---------- | -- | -- | --- | ---- | ---- | ----- | --- | --- | --- | --- | --- |
| 2006  | Sacramento | 4  | 0  | 2.3 | .000 | .000 | .000  | .0  | .3  | .0  | .0  | .0  |
| 2008  | Utah       | 12 | 0  | 5.7 | .323 | .214 | .769  | .3  | .9  | .5  | .2  | 2.8 |
| 2009  | Utah       | 2  | 0  | 8.0 | .300 | .000 | 1.000 | 1.5 | 2.5 | .5  | .0  | 4.0 |
| 2010  | Utah       | 10 | 0  | 9.0 | .292 | .286 | .500  | 1.0 | 1.4 | .4  | .1  | 2.0 |
| Total | Total      | 28 | 0  | 6.5 | .294 | .208 | .696  | .6  | 1.1 | .4  | .1  | 2.2 |